# Grazer SC
Pour les articles homonymes, voir Grazer.
Ne pas confondre avec le Grazer AK, un autre club de la même ville.
Le Grazer Sportclub Straßenbahn (ou GSC Straßenbahn) est un club autrichien de football localisé dans la ville de Graz en Styrie.

## Histoire
Le club fut fondé le 19 janvier 1923, sous l'appellation Grazer Tramway-Gesellschaft. En mars 1923, le club joua son premier match contre les Réservers du Grazer AK (défaite 1-6).
En 1924, le "Straßenbahn" fut champion de la "3.Klasse der Steiermark", et un an plus tard, le club remùporta la "2.Klasse" avec une différence de buts générale de (57-1) et sans avoir perdu le moindre point. Grâce à cela, le GSC put jouer dans la plus haute division de sa région. En 1928 débuta la construction d'un stade à Liebenau. Le club remporta une prestigieuse victoire (6-1) contre l champion d'Autriche, le SK Admira Vienne.
Le nouveau stade fut un des plus grands de la région de Styrie. En fin d'année 1934, le GSC Strassenbahn bat son grand rival local du SK Sturm Graz en finale de la "Winterpokal" par 5 à 0. Lors de l'Anschluss (annexion de l'Autriche par l'Allemagne nazie), Alexander Niederl organisa un voyage aux Indes néerlandaises (actuelle Indonésie).
En 1937, le club Vert et Blanc construisit un nouveau stade à Jakomini, dans la Conrad-von-Hötzendorfstraße où il resta jusqu'en 2006. La même année, le club remporta la Première division de la ligue de Styrie et fut part cela repris pour jouer dans la Gauliga Marches de l’Est (en Allemand Gauliga Ostmark). Cette ligue s'ajoutait aux seize déjà créées en 1933, lors de la réforme des compétitions allemandes, exigée par les Nazis, dès leur arrivée au pouvoir.
Sous la direction de l'ancien joueur de la Wunderteam, Josef Pepi Blum, le club réalisa quelques saisons intéressantes en Gauliga. En 1941, le GSC fut relégué.
Le club se qualifia pour la "Erste Liga (Liga B)" professionnelle, lors de la saison 1951-1952. La saison suivante, en terminant deuxième derrière le VfB Mödling, le Grazer Sportclub Straßenbahn gagna le droit de monter dans la A-Liga, la plus haute série de l'époque. Le club n'y resta qu'une saison.
Le club resta alors cinq saisons au 2e niveau, puis fut relégué en ligues régionales (Regionalliga Mitte (Centre). Il fit encore une apparition de trois saisons au deuxième niveau de 1961 à 1964, puis redescendit.
Par la suite, le Grazer SC Straßenbahn continua lentement de reculer dans la hiérarchie.

## Palmarès
- 3 saisons dans la plus haute division autrichienne: 1938-1939, 1940-1941, 1952-1953 (8. Platz 1939)
- Champion de la Ligue de Styrie: 5 (1935, 1938, 1940, 1951, 1961)